# Pustynnik (roślina)

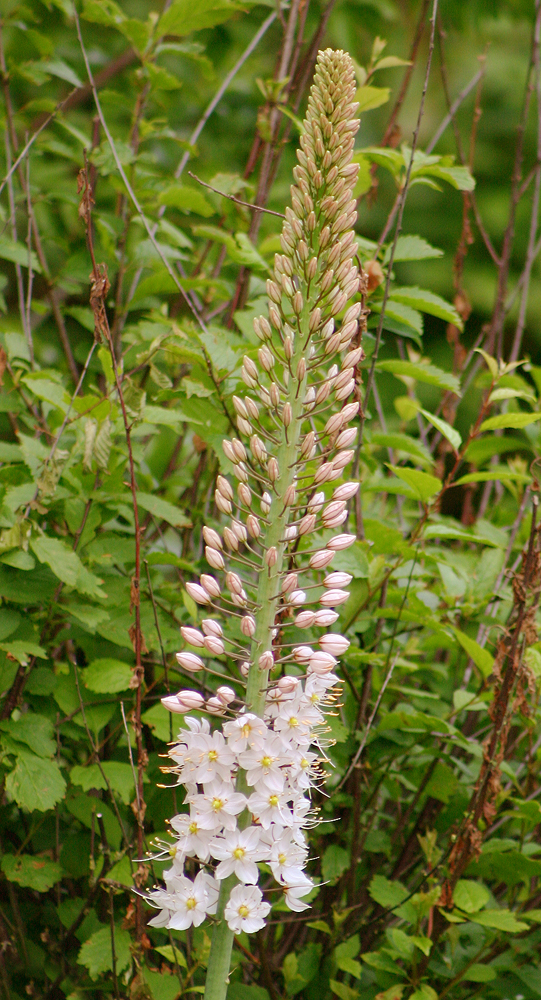
Eremurus robustus

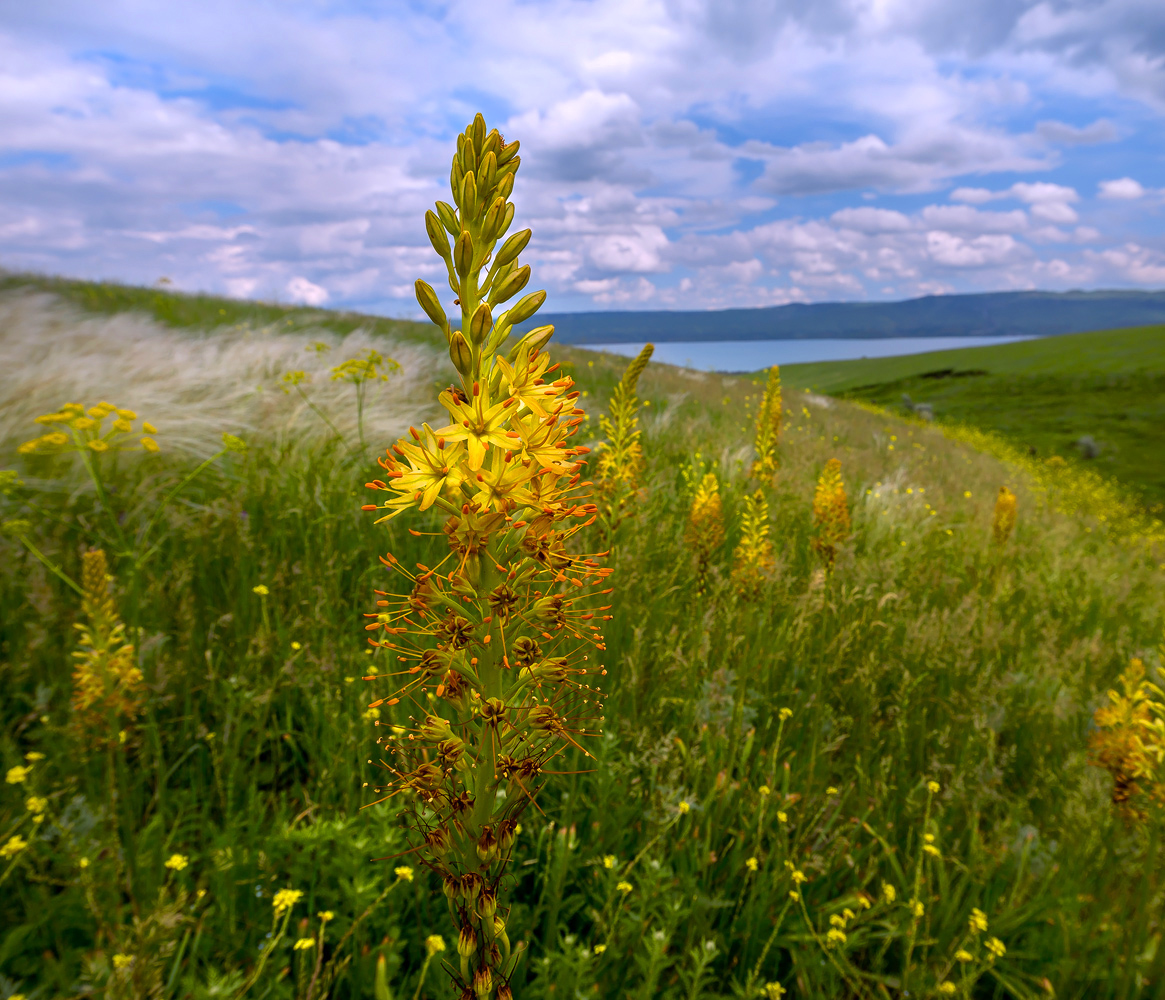
Eremurus spectabilis

Pustynnik (Eremurus) – rodzaj roślin z rodziny złotogłowowatych, liczący ok. 60 gatunków. Występują od wschodniej części basenu Morza Śródziemnego po zachodnie Himalaje i północno-wschodnie Chiny. Ponad 40 gatunków rośnie w Azji Środkowej. Występują na siedliskach suchych – wydmach, pustyniach i półpustyniach, na stepach i murawach górskich. Nierzadko rosną masowo, zwłaszcza na terenach wypasanych, ponieważ ich liście nie są zjadane przez zwierzęta. Kilkanaście gatunków i ich mieszańców uprawianych jest jako rośliny ozdobne.

## Morfologia
PokrójRośliny z bulwiasto zgrubiałymi kłączami, okrytymi pozostałościami martwych liści. Korzenie nieliczne i mięsiste, rozchodzące się poziomo.
LiścieLiczne, wąskie, tworzą rozetę przyziemną. Blaszka równowąska, zwykle z wyraźną linią grzbietową.
KwiatyZebrane w wysokie (do 3 m), nierozgałęzione kwiatostany groniaste. Kwiaty wsparte są błoniastymi przysadkami, wyrastają na członowanych szypułkach. Okwiat składa się z 6 listków, wolnych lub zrośniętych u nasady. Listki z 1, 3 lub 6 ciemniejszymi żyłkami. Wewnętrzne listki zwykle szersze od zewnętrznych. Mają barwę białą, żółtą, pomarańczową, różową, brązową. Pręcików jest 6, z wyprostowanymi, dłuższymi od okwiatu nitkami. Zalążnia górna, z pojedynczą szyjką słupka. Najpierw w kwiecie dojrzewają pręciki, i w tym czasie słupek odgięty jest w dół. Po wysypaniu pyłku słupek się prostuje.
OwoceKulistawe, trójkomorowe torebki, zawierające nasiona, często oskrzydlone lub kanciaste.

## Systematyka
Wykaz gatunków
- Eremurus afghanicus  Gilli
- Eremurus aitchisonii  Baker
- Eremurus alaicus  Khalk. – pustynnik ałtajski
- Eremurus albertii  Regel
- Eremurus × albocitrinus Baker
- Eremurus altaicus  (Pall.) Steven
- Eremurus ammophilus  Vved.
- Eremurus anisopterus  (Kar. & Kir.) Regel
- Eremurus azerbajdzhanicus  Kharkev.
- Eremurus bactrianus  Wendelbo
- Eremurus brachystemon  Vved.
- Eremurus bucharicus  Regel
- Eremurus candidus  Vved.
- Eremurus cappadocicus  J.Gay ex Baker
- Eremurus chinensis  O.Fedtsch.
- Eremurus chloranthus  Popov
- Eremurus comosus  O.Fedtsch.
- Eremurus cristatus  Vved.
- Eremurus dolichomischus  Vved. & Wendelbo
- Eremurus furseorum  Wendelbo
- Eremurus fuscus  (O.Fedtsch.) Vved.
- Eremurus hilariae  Popov & Vved.
- Eremurus himalaicus  Baker – pustynnik himalajski
- Eremurus hissaricus  Vved.
- Eremurus iae  Vved.
- Eremurus inderiensis  (M.Bieb.) Regel
- Eremurus × isabellinus R.Vilm. – pustynnik Izabeli
- Eremurus jungei  Juz.
- Eremurus kaufmannii  Regel
- Eremurus kopet-daghensis  Karrer
- Eremurus korovinii  B.Fedtsch.
- Eremurus korshinskyi  O.Fedtsch.
- Eremurus lachnostegius  Vved.
- Eremurus lactiflorus  O.Fedtsch.
- Eremurus × ludmillae Levichev & Priszter
- Eremurus luteus  Baker
- Eremurus micranthus  Vved.
- Eremurus nuratavicus  Khokhr.
- Eremurus olgae  Regel – pustynnik Olgi
- Eremurus parviflorus  Regel
- Eremurus persicus  (Jaub. & Spach) Boiss.
- Eremurus pubescens  Vved.
- Eremurus rechingeri  Wendelbo
- Eremurus regelii  Vved.
- Eremurus robustus  (Regel) Regel – pustynnik olbrzymi
- Eremurus roseolus  Vved.
- Eremurus saprjagajevii  B.Fedtsch.
- Eremurus sogdianus  (Regel) Benth. & Hook.f.
- Eremurus spectabilis  M.Bieb. – pustynnik okazały
- Eremurus stenophyllus  (Boiss. & Buhse) Baker – pustynnik wąskolistny
- Eremurus subalbiflorus  Vved.
- Eremurus suworowii  Regel
- Eremurus tadshikorum  Vved.
- Eremurus tauricus  Steven
- Eremurus thiodanthus  Juz.
- Eremurus tianschanicus  Pazij & Vved. ex Pavlov
- Eremurus turkestanicus  Regel

## Zastosowanie i uprawa
Rośliny uprawia się jako ozdobne w miejscach słonecznych, na glebach dobrze przepuszczalnych, mineralnych i żyznych. Źle znoszą nadmiar wilgoci. Rozmnaża się je z nasion wysiewanych latem bezpośrednio po zbiorze lub przez podział bulw latem. Ze względu na wymagania klimatyczne rośliny z tego rodzaju najczęściej uprawiane są w południowej Europie oraz w suchych częściach Ameryki Północnej.